# Kaiser-Jubiläum-Jubelwalzer
Kaiser-Jubiläum-Jubelwalzer, op. 434, är en vals av Johann Strauss den yngre. Den spelades första gången den 2 december 1888 i Gyllene salen i Musikverein i Wien. 

## Historia
Med anledning av att kejsar Frans Josef I av Österrike hade regerat i 40 år arrangerade Johann och Eduard Strauss en festkonsert i Musikverein som dessutom gick av stapeln på dagen 40 år efter trontillträdet den 2 december. Kejsaren var inte närvarande då hans svärfar, Maximilian Joseph av Bayern, hade avlidit några veckor tidigare. Strauss dirigerade själv konserten.

## Om valsen
Speltiden är ca 9 minuter och 13 sekunder plus minus några sekunder beroende på dirigentens musikaliska tolkning.

## Weblänkar
- Kaiser-Jubiläum i Naxos-utgåvan.